# Bundesstraße 507
Die Bundesstraße 507 (Abkürzung: B 507) ist eine deutsche Bundesstraße in Nordrhein-Westfalen nordöstlich von Bonn.

## Geschichte
Die Bundesstraße 507 wurde in der Mitte der 1970er Jahre eingerichtet. Sie ist bekannt für regelmäßige (Motorrad)-Unfälle und ist eine der gefährlichsten Straßen des Rhein-Sieg-Kreises.
Bei der Flutkatastrophe von Lohmar wurden Teile der B 507 unterspült und mussten neu gebaut werden.